# MAXI J1910-057/Swift J1910.2-0546
MAXI J1910-057/Swift J1910.2-0546は、2012年5月31日22時36分28秒(UTC)にわし座の方向に出現したX線新星である。
MAXI J1910-057/Swift J1910.2-0546は、国際宇宙ステーションの実験棟きぼうに設置されている全天X線監視装置「MAXI」と、NASAのガンマ線バースト観測衛星「スウィフト」によってほぼ同時に発見された。この新星の検出の速報が、MAXI独自の新星速報システムから直接関係者に配信される電子メールの方が、国際天文電報に通報するより早かったため、名前はMAXIとスウィフトの連名となった。MAXIが発見したX線新星では8番目の発見となる。正確な座標はスウィフトと地上の望遠鏡観測から、明るさはパロマ・トランジェント観測装置によって観測された。
この新星のX線放射は、低エネルギーのX線領域で強いという特徴がある。発見以来像光しており、6月5日現在、低エネルギーのX線である2keVから4keV（一部軟X線に分類される事もある）の領域では、かに星雲の70%の強度を有している。ところが、高エネルギーのX線である10keVから20keV（一部硬X線に分類される事もある）の領域では、かに星雲の2%ほどしかない。また、2keVから4keVの領域は明瞭に像光している事が分かる。このように、低エネルギーに集中するX線を放出は珍しく、電波、赤外線、可視光と言った、さまざまな波長での観測が行われている。また、低エネルギー帯で長期にX線を監視できるのは、現在MAXIしかない。このため、MAXIの観測データは貴重であり、世界の天文学者からの注目を集めている。
スウィフトの観測では、この位置では29日には観測されず、15keVから50keVのX線領域で、30日に25ミリクラブ、31日に40ミリクラブのX線強度が観測された。31日のX線強度は、2keVから4keVで45±7ミリクラブ、4keVから10keVで38±7ミリクラブ、10keVから20keVで68±28ミリクラブである（1ミリクラブは2.4×10-14W/m2）。
この新星の天体は、中性子星かブラックホールであるかは判明していない。